# عنف الشرطة في فرنسا

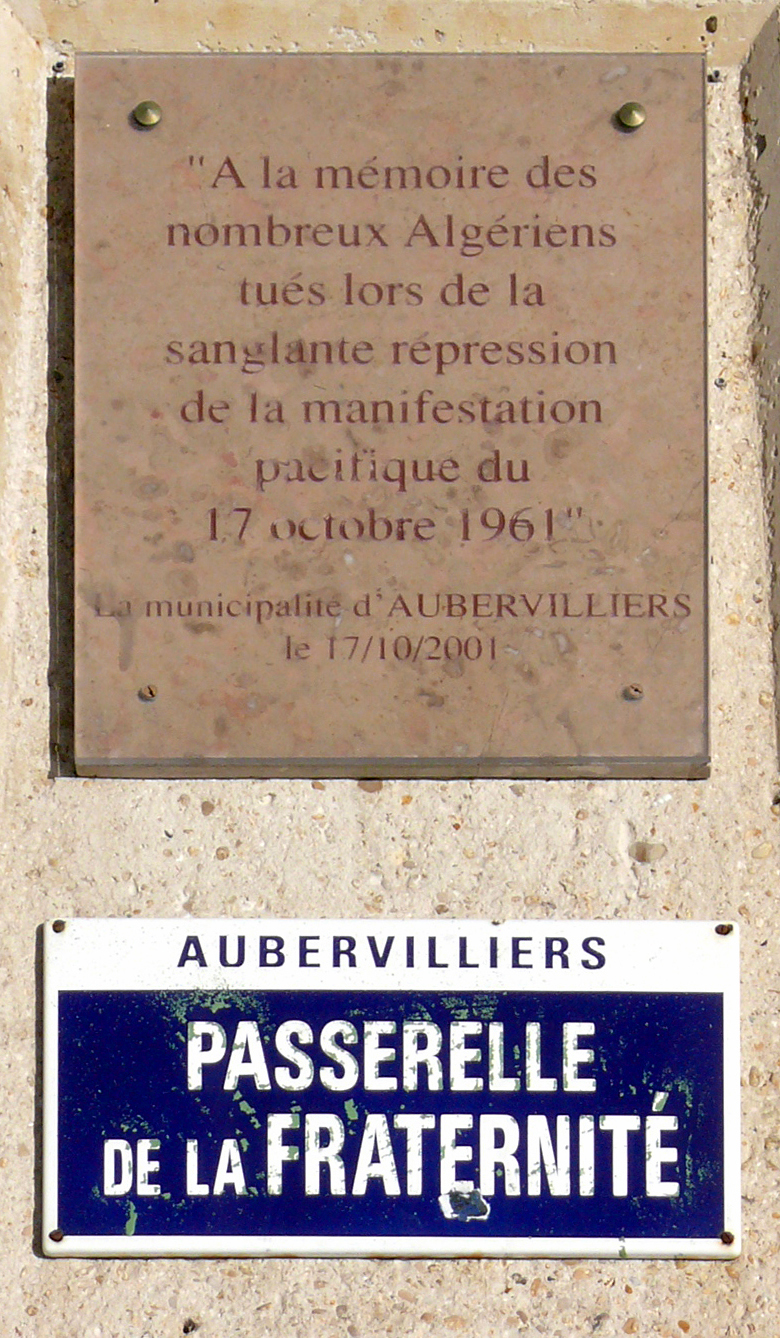
لوحة تذكارية لمذبحة 17 أكتوبر 1961.

عنف الشرطة في فرنسا هو العمل العنيف الذي يقوم به ضباط الشرطة ضد أشخاص آخرين على الأراضي الفرنسية ( البر الرئيسي والخارج ) ، خارج الإطار القانوني أو الأخلاقي.
ازداد عدد الشكاوى المقدمة بشكل مطرد في العقد 2000-2010. في عام 2009 ، في 65 ٪ من الحالات التي تم معالجتها ، تم العثور على انتهاك أو أكثر من الأخلاقيات . وفقًا لروجر بوفوا ، رئيس اللجنة في عام 2008 ، «تشير هذه الحقائق المتكررة والمتكررة إلى أن الواقع يتجاوز بكثير الحالات التي كان علينا أن نعرفها وأن السيطرة الصارمة ضرورية في نظام ديمقراطي».
| عام  | عدد الشكاوى |
| ---- | ----------- |
| 2006 | 140         |
| 2007 | 144         |
| 2008 | 152         |
| 2009 | 228         |
| 2010 | 185         |

## مدافع عن الحقوق
على مدى العقد 2010-2020 ، عدد الشكاوى المتعلقة بانتهاك أخلاقيات قوات الأمن للمدافع عن الحقوق ، الذي حل محل CNDS في 11 مايو 2011 ، واصلت الزيادة في عام 2018 ، كانت هذه الشكاوى تتعلق بـ 13 % من موظفي الدرك ، 56,3 % من ضباط الشرطة ، و 18,9 % من ضباط إدارة السجون.

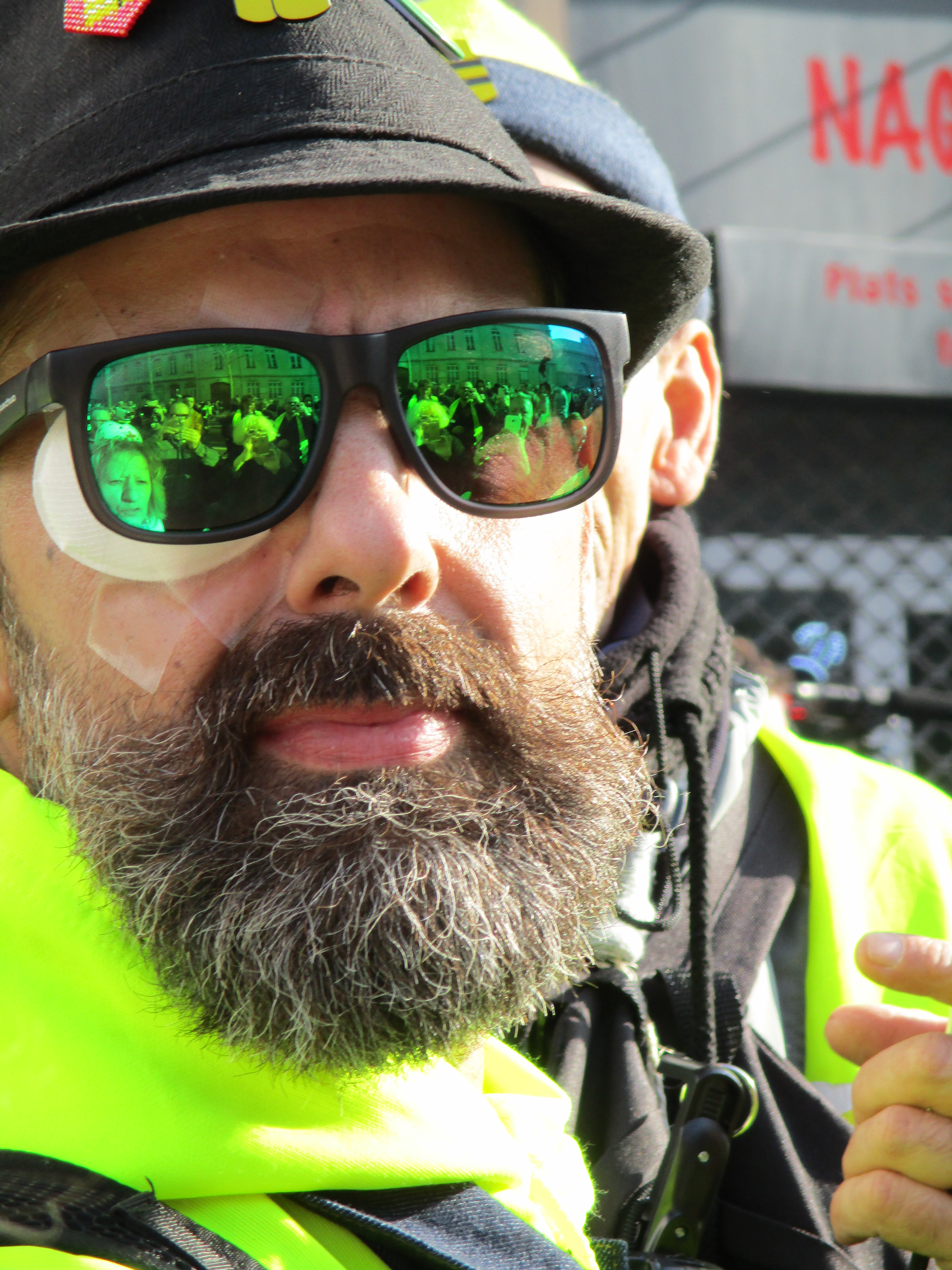
خرج جيروم رودريغز ، أحد قادة السترات الصفراء ، في بداية عام 2019 بعد طلقات من الشرطة.

| عام  | عدد الشكاوى |
| ---- | ----------- |
| 2011 | 363         |
| 2012 | 485         |
| 2013 | 571         |
| 2014 | 702         |
| 2015 | 910         |
| 2016 | 1225        |
| 2017 | 1228        |
| 2018 | 1520        |

## تعداد المفتشية العامة للشرطة الوطنية
منذ عام 2017 ، قامت المفتشية العامة للشرطة الوطنية (IGPN) بتعداد السكان المصابين أو المتوفين (RBD) خلال مهام الشرطة:
| عام  | عدد الوفيات | عدد الجرحى |
| ---- | ----------- | ---------- |
| 2017 | 14          | 100        |
| 2018 | 15          | 106        |
| 2019 | 19          | 117        |

## مذكرات و مراجع
1. ↑  Rapports annuels de la C.N.D.S. نسخة محفوظة 2016-03-04 على موقع واي باك مشين.
2. ↑  La CNDS dénonce le menottage et les fouilles systématiques - AP, 27 avril 2009 نسخة محفوظة 2016-03-03 على موقع واي باك مشين.
3. 1 2  "Les gendarmes à l'origine de 13 % seulement des réclamations au Défenseur des droits". L'Essor (بfr-FR). 12 Mar 2019. Archived from the original on 2020-07-30. Retrieved 2020-06-03.{{استشهاد ويب}}:  صيانة الاستشهاد: لغة غير مدعومة (link)
4. ↑  "Gilets jaunes: Jérome Rodrigues annonce avoir perdu l'usage de son oeil". لو موند (بالفرنسية). 13 février 2019. Archived from the original on 2020-05-28. {{استشهاد بدورية محكمة}}: تحقق من التاريخ في: |تاريخ= (help).
5. ↑  IGPN 2018.pdf "Rapport annuel de l'IGPN" (PDF). Ministère de l'Intérieur. 2018. ص. 30. مؤرشف من الأصل (PDF) في 2020-06-03. اطلع عليه بتاريخ 3/6/2020. {{استشهاد ويب}}: تحقق من التاريخ في: |تاريخ الوصول= (مساعدة) وتحقق من قيمة |مسار أرشيف= (مساعدة)
6. ↑  Le Monde avec AFP (8 يونيو 2020). "La police des polices a été chargée en 2019 d'un nombre inédit d'enquêtes judiciaires". Le Monde.fr. مؤرشف من الأصل في 2020-07-15. اطلع عليه بتاريخ 2020-06-08.